# Acheron
Acheron — американський гурт, яка грає в стилі блек-дез-метал.

## Історія
Засновано гурт було 1988 року у Флориді Вінсентом Кроулі, колишнім членом гурту Nocturnus. Зміст лірики гурту носить виразне сатанинське та антихристиянське спрямування. Ранні альбоми містили інтерлюдії, написані Пітером Ґілмором. На сьогодні Вінсент Кроулі є священником (англ. reverend) Церкви Сатани.
26 квітня 2010 року Вінсент Кроулі оголосив про розпад гурту Acheron, але через півроку, 27 грудня 2010 року, було анонсовано інформацію про те, що гурт відновлено.

## Склад

### Гурт на даний час
- Вінсент Кроулі — басист, вокаліст, автор текстів та музики (від 1988 року)
- Кайл Северн — ударник (від 2002 року)
- Макс Отуорт — гітарист (від 2006 року)
- Стейсі Конноллі — гітара

### Колишні учасники
- Вінсент Брідінґ — ведучий гітарист (1992—1994)
- Майкл Естес — ведучий гітарист (1996—2003)
- Білл «Беліал» Коблак — гітарист (1988)
- Пітер Слейт — гітарист (1991)
- Тоні Блакк — гітарист (1992—1994)
- Бен Мейєр — гітарист (1998)
- Джон Скотт — клавішник (1996—1998)
- Джеймс Стросс — ударник (1991)
- Майк Броунінґ — ударник (1992—1994)
- Річард Крісті — ударник (1996)
- Тоні Лауреано — ударник (1998)
- Джонатан Лі — ударник (1998—1999)

## Дискографія
- Messe Noir (Демо-запис, 1989)
- Rites of the Black Mass (1991, ре-реліз у 2006)
- Alla Xul (7", Demo, 1992)
- Rites of the Black Mass (Turbo, 1992)
- Hail Victory (CD, Metal Merchant, 1993)
- Satanic Victory (CD, Turbo, 1994)
- Lex Talionis (CD, Turbo, 1994; перевидано як Lex Talionis: Satanic Victory, Blackened, 1997)
- Anti-God, Anti-Christ (CD, Moribund, 1996)
- Those Who Have Risen (CD, Full Moon Productions, 1998)
- Compendium Diablerie: The Demo Days (CD, Full Moon Productions, 2001)
- Xomaly (2002)
- Rebirth: Metamorphosing Into Godhood (CD, Black Lotus, 2003)
- Tribute to the Devil's Music (CD, Black Lotus, 2003)
- The Final Conflict: Last Days of God  (CD, Displeased Records, 2009)